# Parahybos luteicornis
Parahybos luteicornis är en tvåvingeart som först beskrevs av Frey 1917.  Parahybos luteicornis ingår i släktet Parahybos och familjen puckeldansflugor.
Artens utbredningsområde är Sri Lanka. Inga underarter finns listade i Catalogue of Life.